# الدوري الإسباني لكرة اليد
الدوري الإسباني لكرة اليد هو دوري كرة اليد الاحترافي في إسبانيا. تأسس في سنة 1958 إلى تم تغيير الاسم في سنة 1990. الدوري يلعب تحت مظلة الفيدرالية الأوروبية لكرة اليد ويتكون حاليا من 16 ناديا. يعتبر نادي برشلونة لكرة اليد الأكثر فوزا بهذا الدوري.

## فرق الدوري
- نادي برشلونة لكرة اليد
- نادي لوغرونيو لكرة اليد
- نادي جرانوليريس لكرة اليد
- نادي أنايتاسونا
- نادي كانغاس لكرة اليد
- أديمار ليون